# Синклер (тауншип, Миннесота)
Синклер (англ. Sinclair) — тауншип в округе Клируотер, Миннесота, США. На 2000 год его население составило 175 человек.

## География
По данным Бюро переписи населения США площадь тауншипа составляет 93,9 км?, из которых 89,4 км? занимает суша, а 4,5 км? — вода (4,77 %).

## Демография
По данным переписи населения 2000 года здесь находились 175 человек, 79 домохозяйств и 51 семья. Плотность населения —  2,0 чел./км?. На территории тауншипа расположено 137 построек со средней плотностью 1,5 построек на один квадратный километр. Расовый состав населения: 100,00 % белых.
Из 79 домохозяйств в 24,1 % воспитывались дети до 18 лет, в 58,2 % проживали супружеские пары, в 3,8 % проживали незамужние женщины и в 34,2 % домохозяйств проживали несемейные люди. 30,4 % домохозяйств состояли из одного человека, при том 17,7 % из — одиноких пожилых людей старше 65 лет. Средний размер домохозяйства — 2,22, а семьи — 2,77 человека.
20,6 % населения — младше 18 лет, 3,4 % — в возрасте от 18 до 24 лет, 24,6 % — от 25 до 44, 30,9 % — от 45 до 64, и 20,6 % — старше 65 лет. Средний возраст — 48 лет. На каждые 100 женщин приходилось 108,3 мужчин. На каждые 100 женщин старше 18 приходилось 117,2 мужчин.
Средний годовой доход домохозяйства составлял 40 000 долларов, а средний годовой доход семьи —  44 583 доллара. Средний доход мужчин —  24 167  долларов, в то время как у женщин — 20 000. Доход на душу населения составил 22 163 доллара. За чертой бедности находились 3,6 % семей и 11,8 % всего населения тауншипа, из которых 27,8 % младше 18 и 17,6 % старше 65 лет.